# Obszar przestrzeni publicznej
Obszar przestrzeni publicznej - obszar o szczególnym znaczeniu dla zaspokojenia potrzeb mieszkańców, poprawy jakości ich życia i sprzyjający nawiązywaniu kontaktów społecznych ze względu na jego położenie oraz cechy funkcjonalno-przestrzenne, określone w studium uwarunkowań i kierunków zagospodarowania przestrzennego.